# Melitaea meridionalis
Melitaea meridionalis är en fjärilsart som beskrevs av Otto Staudinger 1870. Melitaea meridionalis ingår i släktet Melitaea och familjen praktfjärilar. Inga underarter finns listade i Catalogue of Life.